# Jacaratia mexicana
Jacaratia mexicana là một loài thực vật có hoa trong họ Caricaceae. Loài này được A.DC. mô tả khoa học đầu tiên năm 1864.